# Отворено множество
В математиката, едно множество се нарича отворено, ако за всяка негова точка съществува околност, която изцяло принадлежи на множеството.
По интуиция, множеството е отворено, ако не съдържа контурните си точки.

## Метрични пространства
Едно подмножество {\displaystyle U} на метричното пространство {\displaystyle (M,d)} се нарича отворено, ако за всяка точка {\displaystyle x} от {\displaystyle U} съществува реално число {\displaystyle \varepsilon >0} такова, че всяка точка {\displaystyle y} от {\displaystyle M}, за която {\displaystyle d(x,y)<\varepsilon }, също принадлежи на {\displaystyle U}.